# Гика, Иоан Григоре
Иоан Григоре Гика (рум. Ioan Grigore Ghica; 10 декабря 1830 — 21 марта 1881) — румынский политический, государственный, дипломатический и военный деятель, министр иностранных дел Княжества Румыния (29 сентября 1862 — 29 августа 1863), министр национальной обороны Княжества Румыния в течение двух сроков: 19 июля 1861 — 29 сентября 1862 и 11 мая 1866 — 5 августа 1866 г. Генерал румынской армии.

## Биография
Родился в семье последнего господаря Молдовы Григоре Александру Гика.
Образование получил в университетах Швейцарии, Фрайбурга и Парижа (1843—1848). После возвращения на родину вскоре, вступил в молдавскую армию. Позже продолжил учёбу в Женевском университете (1849—1851), где изучал военное дело, философию и право. В 1853 году, во время правления своего отца, стал полковником, занимал ряд административных и политических функций: был депутатом от Ясского округа, членом Верховного королевского совета и госсекретарём (1853 и 1856 г.).
Политик, юнионист, сторонник объединения княжеств Валахии и Молдавии, член Избирательной Ассамблеи. После объединения княжеств Валахии и Молдавии занимал несколько руководящих должностей в правительствах в Яссах и Бухаресте. Был министром общественных работ (1860—1861), командующим гарнизоном Ясс, личным адъютантом министра обороны, военным министром (1861—1862 и 1866).
С 1872 г. из-за разногласий с руководством нового правительства, занялся дипломатической деятельностью в качестве дипломатического агента в Османской империи (1872—1877), посредничал с русским императором Александром I во время Войны за независимость Румынии (апрель 1877—1878), затем был направлен чрезвычайным и полномочным послом в Петербург (1878—1881). Выполнял дипломатические поручения также в Вене и Риме.